# 石家庄市第十七中学
石家庄市第十七中学（以下称“十七中学”）是位于河北省石家庄市桥西区的一所公立完全中学。建成时为石家庄市女子中学，1968年改称现名。该校现有两个教学区，本部位于河北省石家庄市桥西区华西路36号；南校区位于河北省石家庄市桥西区红旗大街153号。

## 学校沿革
- 1948年3月8日，石家庄女子中学建校。
- 1954年，石家庄女中设立高中，被评为河北省重点中学。
- 1963年，石家庄女子中学被确定为石家庄小宝塔学校；张兰亭校长主持的一条龙学习法'获得丰硕成果。
- 1968年,石家庄女中更名为石家庄市第十七中学。
- 1997年，十七中学划归石家庄市新华区。
- 1999年，再度命名为河北省重点中学。
- 2001年，十七中学划归石家庄市桥西区。是年3月8日，创立南校区，初高中分离。
- 2004年，完成本部改造。
- 2007年，完成与原河北省粮食学校的交接，同时完成南校区改造工作和两校区部署工作。
- 2008年，南校区创立高中部，每个年级6个教学班，均为重点班。
- 2011年，南校区创立十周年，3月8日举行校庆活动。

## 校园

### 南校区
十七中学现址原为河北省粮食学校校舍，2001年，十七中学将原河北粮校校舍全资买下，作为十七中学南校区。十七中学初中部迁往南校。2007年与原河北粮校完成交接，南校实验楼竣工。与此同时完成两校区布局工作。

## 历届校长
| 历届校长姓名 | 任职时间  |
| ------------ | --------- |
| 冯惠德       | 1948-1949 |
| 杨荃         | 1950-1952 |
| 袁毓英       | 1952-1957 |
| 张兰亭       | 1957-1963 |
| 董介人       | 1963-1972 |
| 李群生       | 1979-1984 |
| 孔祥津       | 1984-1991 |
| 范文昌       | 1991-1999 |
| 边东书       | 1999至今  |

## 学校特色

### 运动会
目前十七中学夏季运动会已举办四十五次。最近一次（第45届）于2012年9月28日至30日于石家庄市中山体育场举行。

### 校史馆
十七中学校史馆位于十七中学南校实验楼内，记录了学校自1948年建校以来的历程。馆内陈列了各种珍贵照片、档案实物几十件。校史馆仅对上级考察团及友好学校来访团及入学新生团体参观开放。平常时段不开放。